# Ярослав Крістек
Ярослав Крістек (чеськ. Jaroslav Kristek; 16 березня 1980, Готвальдов, ЧССР) — чеський хокеїст, правий нападник. Виступає за «Німан» (Гродно) у Континентальній хокейній лізі.
Виступав за ХК Злін, ХК «Простейов», «Трі-Сіті Амерікенс» (ЗХЛ), «Рочестер Американс» (АХЛ), «Баффало Сейбрс», ХК «Чеське Будейовіце», ХК «Карлови Вари», ХК «Кошице», «Лев» (Попрад).
В чемпіонатах НХЛ — 6 матчів (0+0).
У складі національної збірної Чехії провів 1 матч. У складі молодіжної збірної Чехії учасник чемпіонату світу 2000. У складі юніорської збірної Чехії учасник чемпіонату Європи 1998.
Досягнення
- Чемпіон Словаччини (2011)
- Чемпіон Чехії (2009), срібний призер (2005, 2008)
- Переможець молодіжного чемпіонату світу (2000).